# Ciocotiș
Ciocotiș – wieś w Rumunii, w okręgu Marmarosz, w gminie Cernești. W 2011 roku liczyła 1018 mieszkańców.